# Charles Wright & the Watts 103rd Street Rhythm Band
Charles Wright & the Watts 103rd Street Rhythm Band var en amerikansk musikgrupp från Los Angeles i Kalifornien som spelade soul och funkmusik. Charles Wright (född 1940) som var gruppens sångare och ledarfigur lade grund till gruppen under mitten av 1960-talet, och 1968 efter ett antal olika gruppkonstellationer hade gruppnamnet definitivt bestämts. Nästa år, 1969, åtnjöt de sin första nationella hitsingel i USA med "Do Your Thing". 1970 blev gruppens framgångsrikaste år då de släppte sin största amerikanska singelhit "Express Yourself", som i efterhand blivit den låt gruppen är mest ihågkommen för. Den har senare ofta använts inom sampling och även förekommit på soundtracks till filmer som Remember the Titans och Mr. & Mrs. Smith. Andra låtar gruppen hade framgång med var "Till You Get Enough" och balladen "Love Land". Gruppen upplöstes dock under tidigt 1970-tal och Charles Wright började istället ge ut skivor som soloartist mellan 1972 och 1975. Gruppens gitarrist Al McCay blev senare medlem i Earth, Wind & Fire.